# Steinflechtenbär

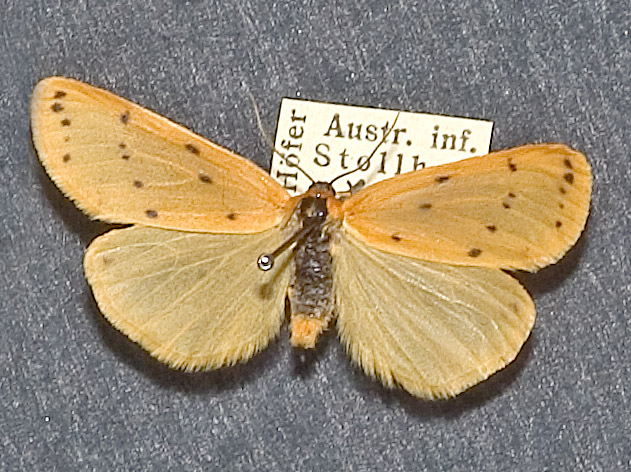
Präparat eines Steinflechtenbärs

Der Steinflechtenbär, Gelbe Schwarzpunkt-Flechtenbär, Dottergelbe Mottenspinner oder das Trockenrasen-Flechtenbärchen (Setina irrorella) ist ein Schmetterling (Nachtfalter) aus der Unterfamilie der Bärenspinner (Arctiinae).

## Beschreibung
Die Falter haben eine Flügelspannweite von 27 bis 33 Millimetern. Ihre Vorderflügel sind gelb und haben schwarze Punkte, die in drei Reihen quer angeordnet sind. Die Hinterflügel sind blasser gelb und haben je einen schwarzen Punkt an den oberen Ecken (Apex). Die Flügel wirken oft durchsichtig. Setina irrorella ist größer als der Felsenflechtenbär (Setina roscida). 
Die Raupen sind schwarz bzw. dunkelbraun und gelb gezeichnet und haben schwarze Haare.

## Ähnliche Arten
- Felsenflechtenbär (Setina roscida)

## Vorkommen
Die Art kommt in ganz Europa und Asien östlich bis zum Pazifik vor, fehlt aber im hohen Norden und Teilen des Mittelmeergebiets. Sie lebt in vermoosten und flechtenbewachsenen Felsfluren, auf kalkigen und sandigen Flächen und steilen, felsigen Magerrasen, aber auch in Mooren, Waldwiesen und auf Heiden. Der Steinflechtenbär benötigt weniger Wärme als Setina roscida und kommt normalerweise in der Ebene bis in mittlere Höhen vor, man findet ihn aber auch in den Kalkalpen bis ca. 2.000 Meter Seehöhe.

## Lebensweise
Die nachtaktiven Falter lassen sich auch am Tag, vor allem am späten Nachmittag aufscheuchen. Sie fliegen von Juni bis August. Die Raupen leben von August bis Juni. Sie verpuppen sich unter flachen Steinen am Boden und überwintern, bevor sie im Frühjahr schlüpfen.